# 다카노오촌 (미에현)
다카노오촌(高野尾村)은 미에현 아게군에 설치되었던 촌이다. 현재의 쓰시에 해당한다.

## 역사
- 1889년 4월 1일 - 정촌제 시행으로, 안키군 다카노오촌이 단독으로 자치체로 성립.
- 1896년 4월 1일 - 가와게군 소속으로 변경.
- 1956년 9월 30일 - 아게군 소속으로 변경.
- 1957년 1월 15일 - 다카노오촌이 오사토촌과 합병하여 도요사토촌이 됨.
- 1973년 2월 1일 - 도요사토촌이 쓰시에 편입됨.